# TARI TARI
《TARI TARI》是以神奈川縣的江之島為舞臺的原創動畫，由P.A. Works製作，2012年7月1日至9月23日首播，全13話。該片是P.A.Works繼「真實之淚」、「花開物語」之後第三部青春群像劇。

## 故事簡介
故事开展于去年的音乐发表会上，来夏因为过于紧张导致整场演唱会的失败，随后被降为翻谱的职位。经过多次请求，却屡屡受挫。心怀不服的她，决定离开聲樂部，创立属于自己的新社团“合唱部”。另一方面，因种种原因令曾经热爱音乐的和奏从音乐科转到了普通科。某一天，受到了来夏的邀请，一直到高三仍尚未摆脱以前的阴霾的和奏，断然拒绝了入部请求，在好友纱羽的帮助下才肯挂名“合唱部”。围绕着各种缘由的部员聚在了一起。他们在高中的最后一个夏天，一起寻找着对音乐的追求。

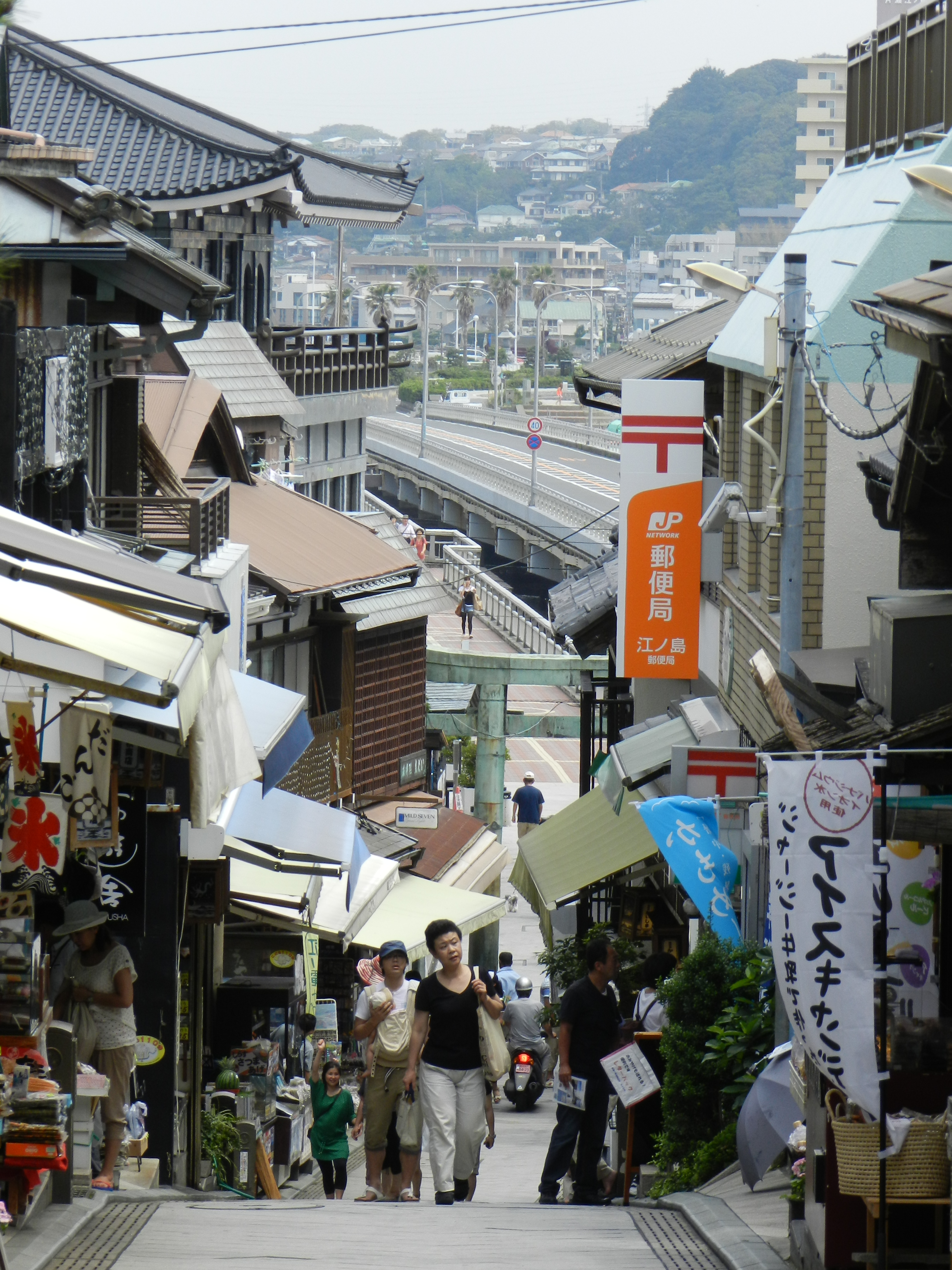
江之島上，坂井和奏上学途經的道路。

## 登場角色

### 主要人物

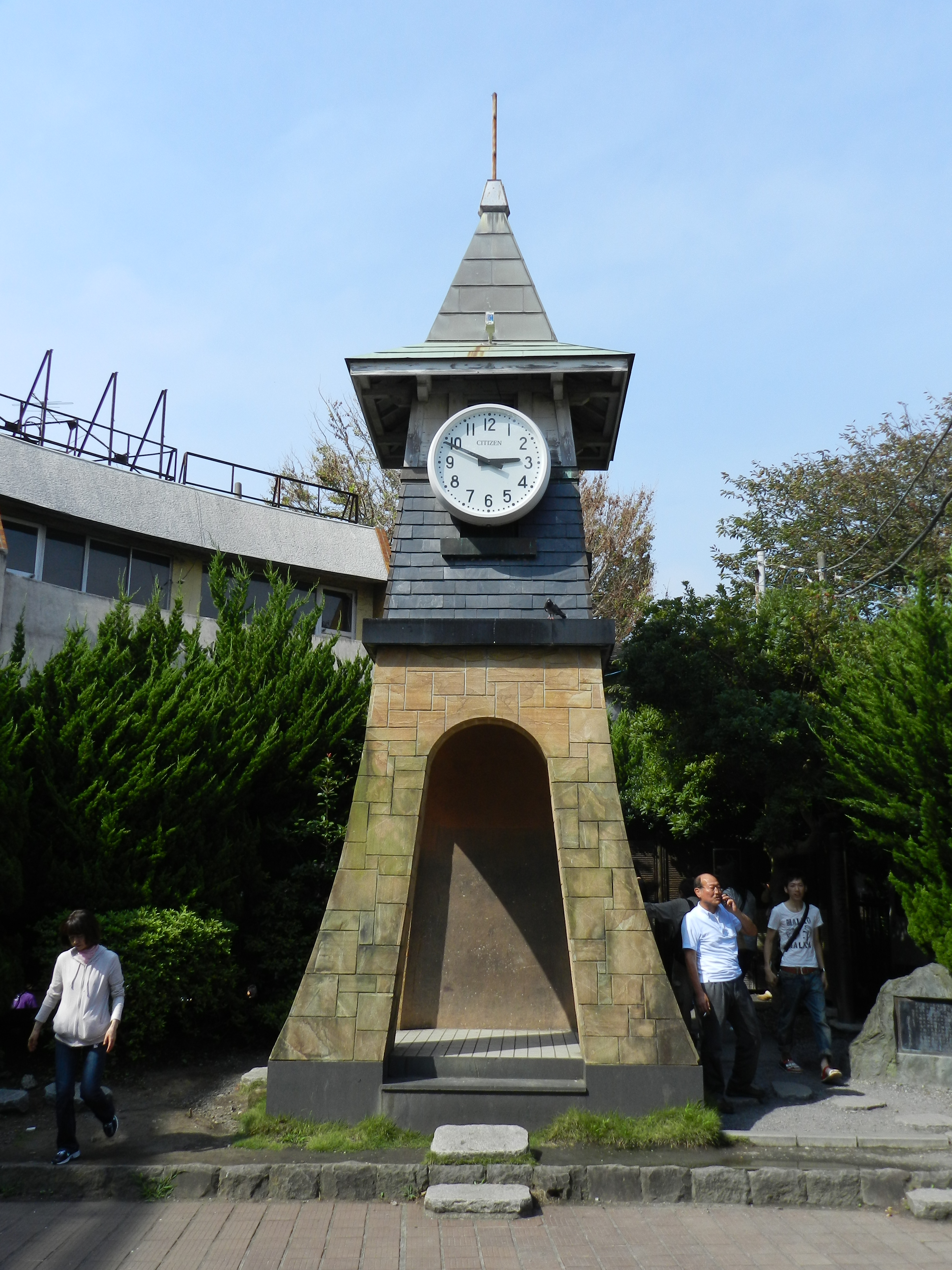
鐮倉車站旁邊的鐘樓前，來夏曾在此唱歌（动画第一集）

坂井和奏（聲：高垣彩陽）
江之島上的土產商店的獨生女。每天騎4.6公里的腳踏車上學，下雨天也不例外，穿著音乐科的校服，有时会戴眼镜。
曾經為了將來能走上音樂的道路而進入音樂科，但因母親過世的因素之後放棄音樂之路，轉到普通科，并参加補習。
在升入高中三年級時，以與宮本來夏、沖田紗羽的相遇為契機組成合唱部，就這樣再次與音樂相聯繫。
宮本來夏（聲：瀨戶麻沙美）
个性开朗。喜歡唱歌的普通科少女。和奏的同班同學。合唱部部长。
以前曾加入到声乐部，由于一年前音乐發表會（第34届）的失敗，從演唱者淪為翻譜的工作。不能参加音乐活动的来夏，在指导老师拒绝复出的情况下，退出聲樂部，決心成立合唱部。一度因人数不足而解散，之后创立“合唱兼羽毛球部”。
帶著耳機聽歌時，會自然而然地唱起歌來。
沖田紗羽（聲：早見沙織）
和奏的同班同學，同时参加弓道部和合唱部的少女。性格成熟。有着模特兒的身材，具有大姐姐风范。
家住在高中附近寺廟，饲养着如同亲人一样的爱马“薩布雷”，志愿是成为騎師，卻遭父親反對。最后为了成为一名骑手而去海外学习。
田中大智（聲：島崎信長）
个性纯真，没有杂念。喜欢运动。有晨练的习惯，不过经常迟到。畫功很差。
非常喜欢羽毛球，曾任只有一人的羽球社社員，后来因输了比赛，入了合唱部。父母被调动工作后，和姐姐（晴香）一起生活，騎腳踏車上學。
對沖田紗羽有好感，但似乎沒有好好表達出來。
維也納／前田敦博（聲：花江夏樹）
奧地利維也納生活12年返回日本的歸國子女，高中三年级。對於日本文化有相當濃厚的興趣。雖然以看書的方式來讓自己了解日本日常生活的禮儀，但對於日常生活中的禮儀運用有著相當大的誤解。本来被田中大智邀请加入了羽毛球部，但在输掉比赛后同大智加入了合唱部。

### 主要人物的血親
坂井圭介（聲：濱田賢二）
和奏的父親。經營土產店—木陰屋商店生意。喪偶。喜欢园艺和听收音机。
坂井真晝（聲：大原沙耶香）
和奏的母親。个性开朗，偏向玩乐的性格。具有音乐天赋，曾经是合唱部最优秀的学生。與高仓直子是好友。曾經是池崎賴的學生。
于和奏國中三年級預備高中入學試时因病去世。
上中学之时，加入那时的“合唱部”，利用自己创作的歌曲和社团一起取得过年度冠军。
被称为“做任何事看上去都很轻松惬意”的人。
宮本誠（聲：松岡禎丞）
來夏的弟弟。性格善良，有策划头脑。曾被来夏以强迫方式加入合唱部，演唱会结束后退出。學生會副書記。
沖田正一（聲：木下浩之）
紗羽之父。穿着和尚的装扮，寺院经营者。配有个人电脑。一直反对紗羽成为騎師，但在紗羽在騎射比賽中墜馬受傷後，开始支持紗羽就讀騎師学校。
沖田志保（聲：能登麻美子）
紗羽之母。外表十分年輕。喜歡衝浪、画画。画作被人认为有震撼力，故经常被人委托画宣传画和传单等的事务。亦出身于白浜坂高中，真晝和高倉直子的後輩，同屬合唱部。
田中晴香（聲：川澄綾子）
大智的姐姐。大學生。

### 白浜坂高中
高橋智子（聲：木村亞希子）
和奏等人的班導師。因懷孕而預定請產假，相當關心和奏的事。
教导主任（聲：田中敦子）
本名“高倉直子”。曾经是“白浜坂高中”的学生，现任本校聲樂部的指導老師。神情严肃，对“合唱部”有特殊的感情，不认为新“合唱部”成员能够胜任。與和奏的母親“坂井真晝”是高中同學，兩人曾一同參加當時的白浜坂高中合唱團並共同作曲。
个人认为“音乐不是游戏”，以前曾非常认真而且努力学习音乐，对轻视音乐的人有严厉相向的情结。
校長（聲：寶龜克壽）
本名“池崎賴”。因事故躺在医院，喜欢在心情不顺时听听音叉发出的响声。常常发出孩子气的声音，但是却在另一面非常成熟。对“合唱部”建立和指导予以支持。
以前曾是音乐教育者，他的头发是其本人对音乐热爱的象征。而现今似乎只能从那个性化的发型中找到当年的风姿了。是和奏的母亲以前的老师。
自称是“我这样的男人（私という男だ）”，有时会故意装模作样。
理事長（聲：菅生隆之）
本名不詳、學校倒閉、改建的主導者，以退學處分威脅和奏等人停止舉辦文化祭。
上野碧（聲：種田梨沙）
音樂科學生，聲樂部的鋼琴手。個性十分溫柔，總是給予來夏等人支持，當來夏有所請託時基本上都會接受。
綾部舞（聲：進藤尚美）
弓道部顧問。
井瀨奈央（聲：佐倉綾音）
普通科學生，合唱部女子部員。來夏的學妹。因希望見舞蹈提琴家熊谷哲二一面才會入部，在發表會後退部。
榊美佳（聲：葉山郁美）
普通科學生，合唱部女子部員。來夏的學妹。因希望見舞蹈提琴家熊谷哲二一面才會入部，在發表會後退部。
廣畑七惠（聲：赤崎千夏）
音樂科學生，聲樂部部長，負責指揮。
大谷政美（聲：大西沙織）
音樂科學生，聲樂部部員。
松本文子（聲：茅野愛衣）
普通科學生，學生會會長。
水野葉子（聲：壽美菜子）
普通科學生，美術部部長。
濱田徹（聲：小野友樹）
普通科學生，美術部部員。大智的朋友。
片江利佳（聲：高森奈津美）
普通科學生。在白祭中替合唱部製作衣服。

### 西之端商店街
花谷秋夫（聲：小形滿）
花店老闆。
長岡（聲：高橋良吉）
海之家的老闆。暑假時紗羽會在其店中打工。

### 其他人物
多啦
坂井家所養的貓。
薩布雷
紗羽的愛馬。名字本意是油酥饼、沙子。
Condor Queens（声：（外国人）／清川元夢（小个头）／青山穰（开朗乐观））
乐队名。各成员无提及具体姓名。兼懂日语，母语是西班牙语，与真昼认识。
波伊姆
三人樂隊Condor Queens所飼養的小豬。
Yang／楊（聲：小松未可子）
維也納居住在奧地利首都—維也納時的朋友。7歲，和維也納一樣是熱血英雄・加油連者的影迷。

## 構想
故事创作舞台位于神奈川縣南部的藤澤市，大致在相模灣和镰仓市的東北。制作方多次运用从《幸運☆星》中流行开来的動漫迷「圣地」朝聖文化，下述之图是与藤澤市相近的江之島、主要道路、鐵路火車站。动画中常常可以看到与此相关的场景。

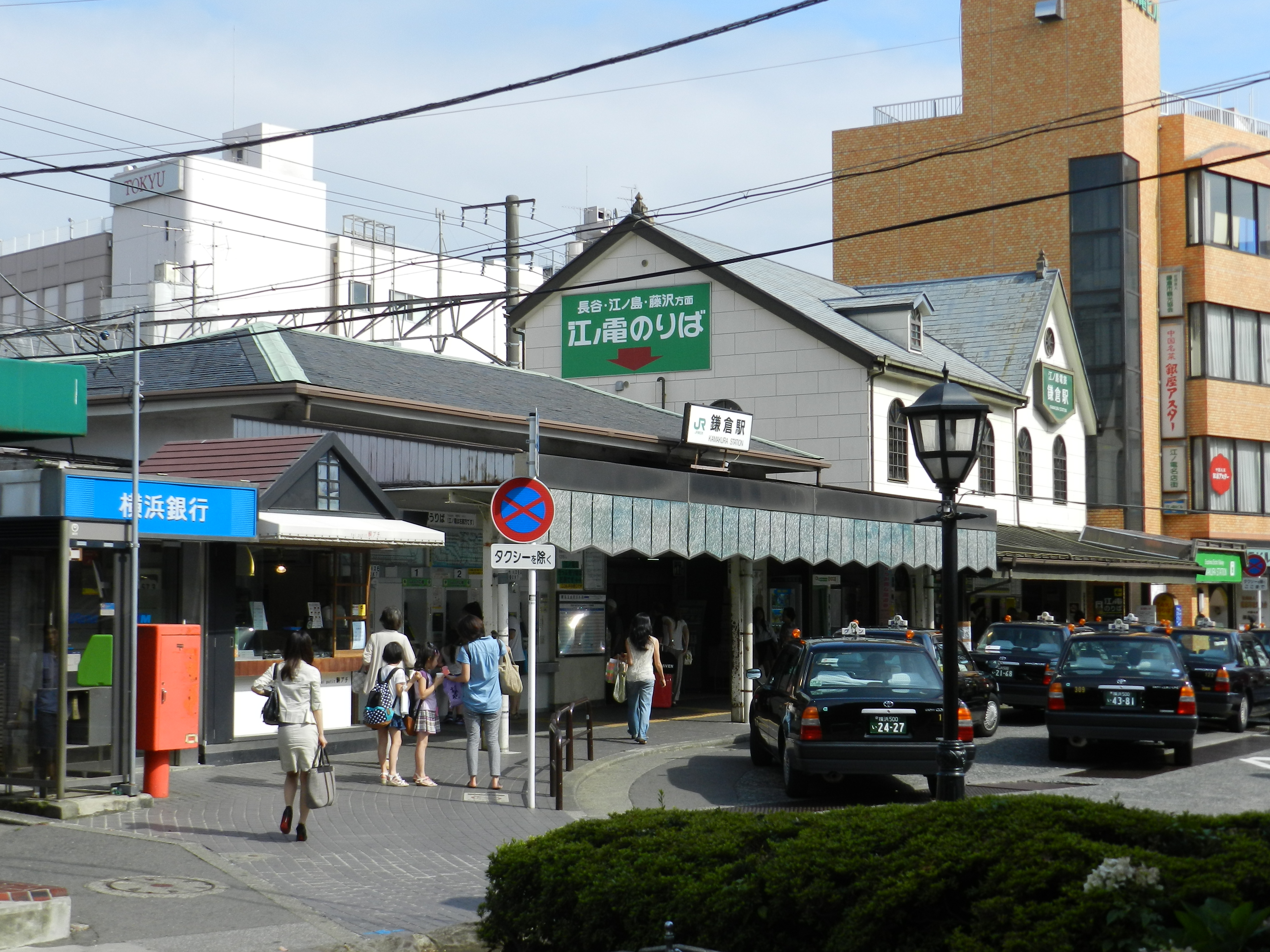
鎌倉車站
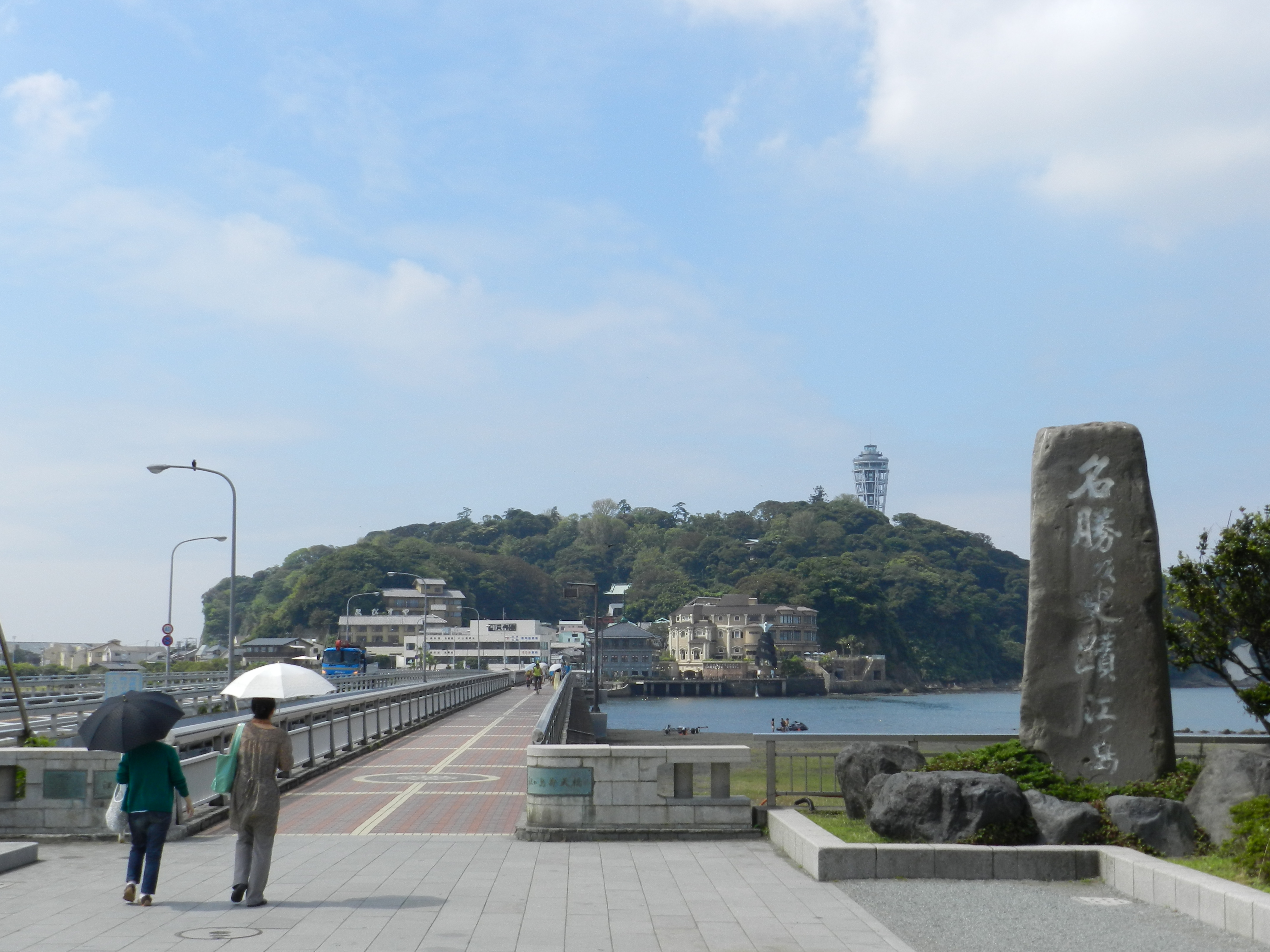
從市中心看江之島
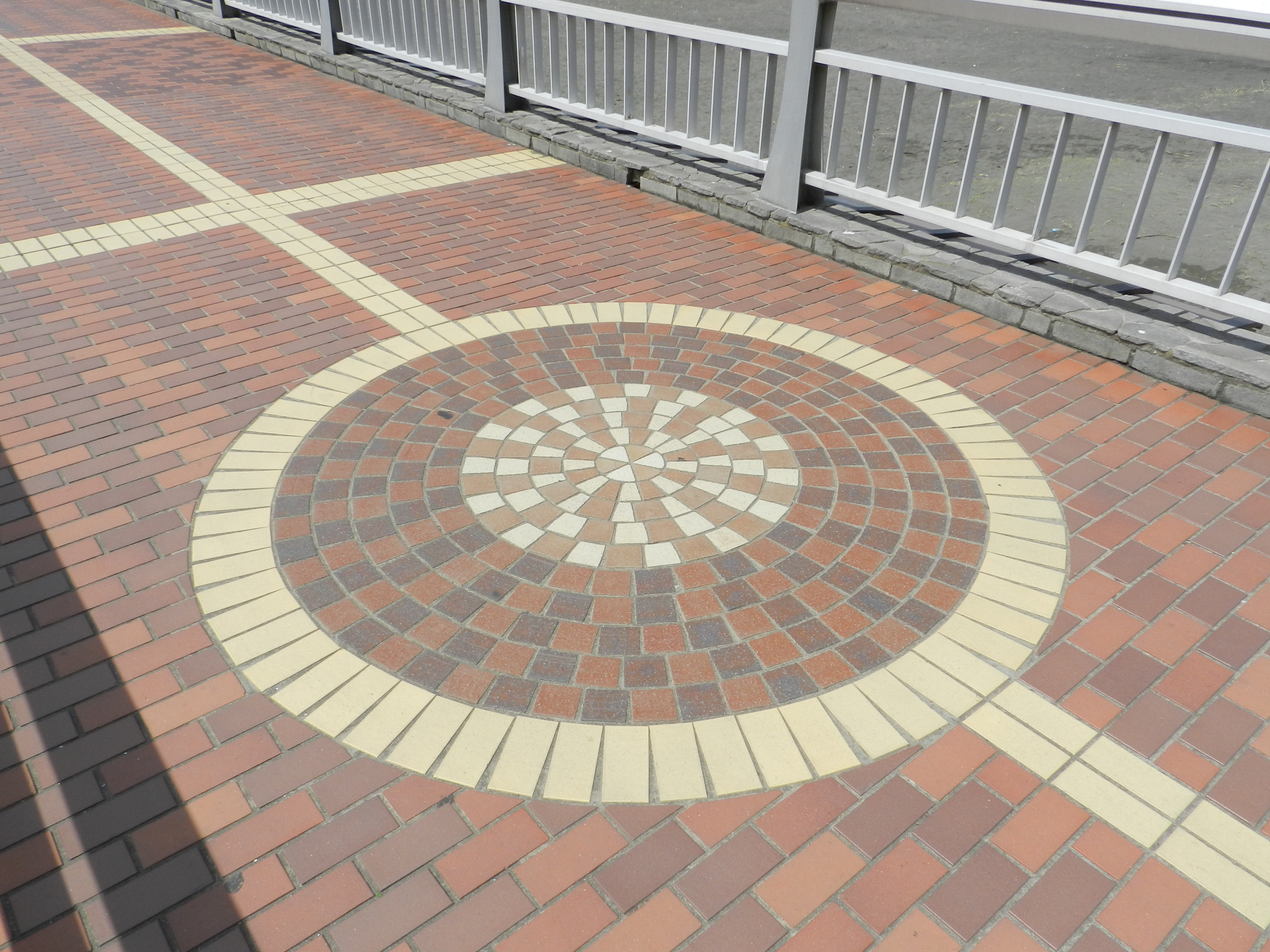
江之島上的橋樑鑲嵌的細節，位于日本县道305（江之島大桥）附近的辯天橋。
江之島上《Tari Tari》的資訊信息

## 製作人員
- 原作︰EVERGREEN
- 導演、劇本統籌︰橋本昌和
- 人物原案︰tanu
- 人物設定、總作畫監督︰關口可奈味
- 美術監督︰東地和生
- 美術設定：鹽澤良憲
- 色彩設計︰井上佳津枝
- 攝影監督︰並木智
- 3D監督︰平田洋平
- 編輯︰高橋步
- 音響監督︰明田川仁
- 音樂︰濱口史郎
- 音樂製作︰Lantis
- 製作人：大島靖、小田、岡村武真、川村仁、石垣毅、堀川憲司、和田洋介
- 企劃製作：永谷敬之
- 線上製作人：辻充仁
- 動畫製作︰P.A.WORKS
- 製作︰tari tari project

## 主題曲
片頭曲
- 「Dreamer」

作詞、歌：AiRI，作曲、編曲：宮崎京一
片尾曲
- 「海風的Harmony」（第1話、第3～5話、第7～13話）

（第1話、第3～5話、第7～12話）：作詞：micco，作曲：杉森舞，編曲：渡邊和紀
（第13話（#13 ED ver.））：作詞：micco，作曲、編曲：濱口史郎
歌（第1話）：白浜坂高校合唱部（宮本來夏（瀨戶麻沙美）&沖田紗羽（早見沙織））
歌（第3～5話）：白浜坂高校合唱部（宮本來夏（瀨戶麻沙美）&沖田紗羽（早見沙織）&田中大智（島崎信長）&維也納（花江夏樹））
歌（第7～12話）：白浜坂高校合唱部〈坂井和奏（高垣彩陽）&宮本来夏 （瀨戶麻沙美）&沖田紗羽 （早見沙織）&田中大智（島崎信長）&維也納（花江夏樹）〉
歌（第13話（#13 ED ver.））：白浜坂高校合唱部
- 「心的旋律」（第2話、第6話）

作詞：riya，作曲、編曲：濱口史郎
歌（第2話（#02 ED ver.））：宮本來夏（瀨戶麻沙美）&沖田紗羽（早見沙織）
歌（第6話（#06 ED ver.））：白浜坂高校合唱部
- 「永遠光芒般耀眼」（OVA）

作詞：riya，作曲、編曲：濱口史郎，歌：白浜坂高校合唱部（宮本來夏（瀨戶麻沙美）&沖田紗羽（早見沙織）&田中大智（島崎信長）&維也納（花江夏樹））
插曲
- （第1、13話）

作詞：橋本昌和，作曲、編曲：濱口史郎
歌（第1話）：田中大智（島崎信長）
歌（第13話）：白浜坂高校學生
- 「Reflect Tear（合唱版）」（第1話）

作詞：riya，作曲：菊地創，編曲：濱口史郎，歌：白浜坂高校聲樂部
《真實之淚》片頭曲。
- 「goin' my way!!」（第1話）

作詞：riya，作曲、編曲：濱口史郎，歌：宮本來夏（瀨戶麻沙美）
- 「goin' my way!!（合唱版）」（第2話）

作詞：riya，作曲、編曲：濱口史郎，歌：白浜坂高校聲樂部
- 「Amigo! Amigo!」（第2、4話）

作詞：，作曲、編曲：濱口史郎，歌：Condor Queens（Ricardo Cruz和其伙伴）
- （第2、13話）

作詞：riya，作曲、編曲：濱口史郎，歌：白浜坂高校合唱部
- （第3話）

作詞：橋本昌和，作曲、編曲：濱口史郎，歌 - 宮本來夏（瀨戶麻沙美）&沖田紗羽（早見沙織）&田中大智（島崎信長）
- 「Hau'oli♪」（第4話）

作詞：riya，作曲、編曲：濱口史郎，歌：白浜坂高校合唱部[宮本來夏（瀨戶麻沙美）&沖田紗羽（早見沙織）&田中大智（島崎信長）&维也纳（花江夏树）]
- （第9～10話）

歌詞：原田謙太，作曲、編曲：濱口史郎
歌（第10話）：西之端英雄商店者
- 「radiant melody」（第12～13話）

作詞：riya，作曲、編曲：濱口史郎
歌（第13話）：白浜坂高校合唱部&聲樂部

## 各話列表
| 話數   | 日文標題 | 中文標題                                   | 劇本              | 分鏡     | 演出              | 作畫監督            |
| ------ | -------- | ------------------------------------------ | ----------------- | -------- | ----------------- | ------------------- |
| 第1話  |          | 又是突然出現 又是邀約                      | 橋本昌和          | 橋本昌和 | 倉川英揚 安齋剛文 | 伊藤依織子          |
| 第2話  |          | 又是聚集 又是掙扎                          | 橋本昌和          | 安齋剛文 | 平田豐            | 佐佐木睦美          |
| 第3話  |          | 又是擺脫 又是邂逅                          | 橋本昌和          | 岡村天齋 | 山本秀世          | 鍋田香代子          |
| 第4話  |          | 又是生氣 又是跳舞                          | 橋本昌和          | 許琮     | 許琮              | 川面恒介            |
| 第5話  |          | 又是捨棄 又是捨棄不了                      | 橋本昌和 佐藤梨香 | 淺井義之 | 淺井義之          | 吉田優子            |
| 第6話  |          | 又是歡笑 又是回想                          | 橋本昌和 佐藤梨香 | 多田俊介 | 倉川英揚          | 大東百合惠          |
| 第7話  |          | 又是白忙一場 又是迷失方向                  | 橋本昌和 佐藤梨香 | 安齋剛文 | 安齋剛文          |                     |
| 第8話  |          | 又是關心 又是盡情向前衝                    | 橋本昌和 佐藤梨香 | 許琮     | 大西景介          | 伊藤依織子          |
| 第9話  |          | 又是白色 又是紅色                          | 橫手美智子        | 貓賀大介 | 安齋剛文          | 佐佐木睦美          |
| 第10話 |          | 又是萌牙 又是熱血沸騰                      | 橫手美智子        | 岡村天齋 | 淺井義之          | 川面恆介            |
| 第11話 |          | 又是充滿 又是欠缺                          | 橋本昌和 佐藤梨香 | 淺井義之 | 許琮              | 鍋田香代子          |
| 第12話 |          | 又是重疊 又是迴響                          | 橋本昌和 佐藤梨香 | 許琮     | 太田知章          | 大東百合惠          |
| 最終話 |          | 又是放晴 又是哭泣 還有又是偶爾唱歌         | 橋本昌和          | 橋本昌和 | 橋本昌和          | 伊藤依織子 川面恆介 |
| OVA    |          | 时而阴沉 时而闪耀 然后未来的某一天再度歌唱 | 橋本昌和          | 橋本昌和 | 橋本昌和          | 關口可奈味          |

## 播放電視台
日本深夜動畫：下文記載的日本国内播放時間使用日本標準時間（UTC+9）表示。因為部分時間标识會採用30小时制，因此請留意这类超过24:00的时间，其實際播放時間為翌日清晨。
| 播放地區 | 播放電視台   | 播放日期               | 播放時間（UTC+9）          | 播放電視網 | 備註               |
| -------- | ------------ | ---------------------- | -------------------------- | ---------- | ------------------ |
| 神奈川縣 | 神奈川電視台 | 2012年7月1日 - 9月23日 | 星期日 22時30分 - 23時00分 | 獨立UHF局  | 該部作品的故事舞台 |
| 京都府   | KBS京都      | 2012年7月1日 - 9月23日 | 星期日 24時00分 - 24時30分 | 獨立UHF局  |                    |
| 石川縣   | 石川電視台   | 2012年7月1日 - 9月23日 | 星期日 25時50分 - 26時20分 | 富士電視網 |                    |
| 東京都   | TOKYO MX     | 2012年7月2日 - 9月24日 | 星期一 22時30分 - 23時00分 | 獨立UHF局  |                    |
| 千葉縣   | 千葉電視台   | 2012年7月2日 - 9月24日 | 星期一 25時30分 - 26時00分 | 獨立UHF局  |                    |
| 兵庫縣   | SUN電視台    | 2012年7月2日 - 9月24日 | 星期一 25時35分 - 26時05分 | 獨立UHF局  |                    |
| 愛知縣   | 愛知電視台   | 2012年7月2日 - 9月24日 | 星期一 27時00分 - 27時30分 | 東京電視網 |                    |
| 富山縣   | 富山電視台   | 2012年7月6日 - 9月28日 | 星期五 26時35分 - 27時05分 | 富士電視網 | P.A.WORKS所在地    |
| 日本全國 | Animax       | 2012年7月6日 - 9月28日 | 星期五 22時00分 - 22時30分 | 衛星電視   | 有重播             |
| 日本全國 | Animax       | 2012年7月7日 - 9月29日 | 星期六 22時30分 - 23時00分 | 衛星電視   | BS ANIMAX免費放送  |
| 日本全國 | 萬代頻道     | 2012年7月7日 - 9月29日 | 星期六 23時00分 更新       | 網絡電視   |                    |
| 日本全國 | VideoMarket  | 2012年7月7日 - 9月29日 | 星期六 23時00分 更新       | 網絡電視   |                    |
| 日本全國 | NICONICO直播 | 2012年7月7日 - 9月29日 | 星期六 23時00分 - 23時30分 | 網絡電視   |                    |
| 日本全國 | NICONICO頻道 | 2012年7月7日 - 9月29日 | 星期六 23時30分 更新       | 網絡電視   |                    |
| 日本全國 | Showtime     | 2012年7月9日 - 10月1日 | 星期一 12時00分 更新       | 網絡電視   |                    |

| ANIMAX 星期五 22時00分 - 22時30分 | ANIMAX 星期五 22時00分 - 22時30分 | ANIMAX 星期五 22時00分 - 22時30分 |
| --------------------------------- | --------------------------------- | --------------------------------- |
|                                   | TARI TARI                         |                                   |
| -                                 | 櫻花莊的寵物女孩                  |                                   |

## 漫畫
『月刊GANGAN JOKER』（史克威尔艾尼克斯）2012年6月號開始連載。構成尚村透、作畫由鍵空富燒擔當。兩本單行本於2012年7月21日至12月22日發售。

## 歌曲
TARI TARI 音樂專輯～既是歌唱、又是奏樂～
- Dick1 ～既是奏樂、又是傾聽～
- Dick2 ～既是歌唱、又是呼叫～

| 曲序 | 歌曲原名                   | 中文譯名                    | 主唱 |
| ---- | -------------------------- | --------------------------- | --- |
| 41   |                            | Dreamer（TV Size）          | AiRI |
| 42   | 白浜坂高校校歌             | 白浜坂高校校歌              | 白浜坂高校生徒一同                                                                                       |
| 43   |                            | Reflect Tear（合唱版）      | 白浜坂高校声楽部                                                                                         |
| 44   | Amigo!Amigo!               | Amigo!Amigo!                | Condor Queens（Ricardo Cruz和其夥伴）                                                                    |
| 45   |                            | Amigo!Amigo!（安魂曲 Ver.） | — |
| 46   | goin' my way !!（#1 Ver.） | goin' my way !!（#1 Ver.）  | 宮本來夏（瀨戶麻沙美）                                                                                   |
| 47   | goin' my way !!（合唱版）  | goin' my way !!（合唱版）   | 白浜坂高校声楽部                                                                                         |
| 48   |                            | 白浜坂高校校歌（拉丁版）    | 宮本來夏（瀨戶麻沙美） 沖田紗羽（早見沙織） 田中大智（島崎信長）                                         |
| 49   | Hau'oli ♪                  |                             | 白浜坂高校合唱部 （宮本來夏（瀨戶麻沙美） 沖田紗羽（早見沙織） 田中大智（島崎信長） 維也納（花江夏樹）） |
| 50   |                            | Eye Catch                   | — |
| 51   |                            | 心之旋律（純音樂版）        | — |
| 52   |                            | 心之旋律（#2ED Ver.）       | 宮本來夏（瀨戶麻沙美） 沖田紗羽（早見沙織）                                                              |
| 53   |                            | 心之旋律（#6ED Ver.）       | 白浜坂高校合唱部                                                                                         |
| 54   |                            | 心之旋律（合唱版）          | 幕張總合高校合唱部                                                                                       |
| 55   |                            |                             | 白浜坂高校合唱部                                                                                         |
| 56   |                            |                             | 西之端ヒーローショウテンジャー                                                                           |
| 57   |                            |                             | 西之端ヒーローショウテンジャー                                                                           |
| 58   |                            |                             | 白浜坂高校合唱部&聲樂部                                                                                  |
| 59   |                            |                             | 白浜坂高校合唱部（宮本來夏（瀨戶麻沙美）&沖田紗羽（早見沙織））                                          |
| 60   |                            |                             | 白浜坂高校合唱部 （宮本來夏（瀨戶麻沙美） 沖田紗羽（早見沙織） 田中大智（島崎信長） 維也納（花江夏樹）） |
| 61   |                            |                             | 白浜坂高校合唱部                                                                                         |
| 62   |                            |                             | 白浜坂高校合唱部                                                                                         |

TARI TARI 角色歌迷你專輯 - 空盤 ～既是抬頭、又是撲翼～
| 曲序 | 歌曲原名                                          | 中文譯名                             | 主唱                                     | 作詞  | 作曲       | 編曲       |
| ---- | ------------------------------------------------- | ------------------------------------ | ---------------------------------------- | ----- | ---------- | ---------- |
| 1    | 続くメロディ                                      | 延續旋律                             | 坂井和奏 (高垣彩陽)                      | rino  | 板垣祐介   | 板垣祐介   |
| 2    | Twinkle Link                                      | Twinkle Link                         | 宮本来夏 (瀨戶麻沙美)                    | rino  | 藤澤慶昌   | 藤澤慶昌   |
| 3    | 情熱になって                                      |                                      | 田中大智（島﨑信長） 維也納（花江夏樹）  | rino  | 木之下慶行 | 木之下慶行 |
| 4    | 光と風にのせて                                    | 伴隨著光與風                         | 坂井和奏（高垣彩陽） 沖田紗羽 (早見沙織) | micco | 菊池達也   | 菊池達也   |
| 5    | goin' my way !!                                   | goin' my way !!                      | 宮本来夏 (瀨戶麻沙美)                    | riya  | 浜口史郎   | 浜口史郎   |
| 6    | 光と風にのせて (和奏と歌うっていいね！バージョン) | 伴隨著光與風 （與和奏共唱！Version） | 坂井和奏（高垣彩陽）                     | micco | 菊池達也   | 菊池達也   |
| 7    | 光と風にのせて (紗羽と歌おっか。バージョン)       | 與紗羽合唱。Version）                | 沖田紗羽 (早見沙織)                      | micco | 菊池達也   | 菊池達也   |

TARI TARI 角色歌迷你專輯 - 海盤 ～既是下潛、又是浸入～
| 曲序 | 歌曲原名                                                 | 中文譯名                                    | 主唱                                      | 作詞     | 作曲              | 編曲             |
| ---- | -------------------------------------------------------- | ------------------------------------------- | ----------------------------------------- | -------- | ----------------- | ---------------- |
| 1    | SAIL AWAY TO SKY                                         | SAIL AWAY TO SKY                            | 沖田紗羽 (早見沙織)                       | 松井洋平 | 石川智久 松井洋平 | 石川智久         |
| 2    | 七色Happiness                                            | 七色Happiness                               | 宮本来夏 (瀬戸麻沙美) 沖田紗羽 (早見沙織) | rino     | A-bee             | A-bee            |
| 3    | 明日への道                                               | 通往明日之路                                | 沖田紗羽 (早見沙織) 田中大智 (島﨑信長)   | micco    | 酒井陽一          | 酒井陽一         |
| 4    | ホワイトデコレーション☆                                  | White decoration☆                           | 宮本来夏 (瀬戸麻沙美) ウィーン (花江夏樹) | micco    | Adoriano Spinesi  | Adoriano Spinesi |
| 5    | SWEET SHINY DAY                                          | SWEET SHINY DAY                             | 坂井和奏 (高垣彩陽) 宮本来夏 (瀬戸麻沙美) | rino     | rino              | 谷島俊           |
| 6    | ホワイトデコレーション☆ (来夏と歌っちゃお☆バージョン)    | White decoration☆ （與來夏合唱☆Version）    | 宮本来夏 (瀬戸麻沙美)                     | micco    | Adoriano Spinesi  | Adoriano Spinesi |
| 7    | ホワイトデコレーション☆ (ウィーンと燃えよう!!バージョン) | White decoration☆ （與維也納燃燒!!Version） | ウィーン (花江夏樹)                       | micco    | Adoriano Spinesi  | Adoriano Spinesi |

## 外部連結
- 動畫官方網站（页面存档备份，存于）（日語）
- TARI TARI|KBS京都（页面存档备份，存于）（日語）
- TOKYO MX * 「TARI TARI」（页面存档备份，存于）（日語）
- TARI TARI - 連載作品 - ガンガンJOKER -SQUARE ENIX-（日語）
- 網路電台〈音泉〉（页面存档备份，存于）（日語）
- 響 - HiBiKi Radio Station -「TARITARI ラジオ」番組詳細（页面存档备份，存于）（日語）
- TARI TARI的X（前Twitter）（日語）